# الدوري الإيطالي لكرة السلة للسيدات
الدوري الإيطالي لكرة السلة للسيدات (بالإيطالية: Serie A1)‏ هو دوري كرة سلة للسيدات في إيطاليا تأسس في سنة 1924 يلعب فيه 16 فريقا. يعتبر فريق كومينسي الأكثر فوزا به برصيد 16 لقبا.